# Білокам'янське
Білокам'янське — мікрорайон міста Соледар Бахмутського району Донецької області. 
До 1965 р. — окремий населений пункт — селище міського типу. З 1920-х рр. до 1958 р. носив назву — Будьоннівське. Залізнична ст. Деконська, збудована 1878 р. У 1947 р. Будьоннівській селищній раді підпорядковувалося с. Карпівка.
Станом на 1959 рік — 4,0 тис. мешканців, шамотний завод, комбінат будівельних деталей. 2 середні школи, школа робітничої молоді, 2 бібліотеки, 2 клуби. В околицях Білокам'янського гіпсова шахта і гіпсовий кар'єр. Поблизу ст. Деконської — найбільша в Європі механізована соляна шахта № 3 ім. К. Лібкнехта.